# 2013년 한국프로야구 올스타전
2013년 한국프로야구 올스타전은 2013년 7월 18일 ~ 7월 19일 포항야구장에서 개최되는 한국프로야구의 올스타전 시합이다. 올스타전 사상 처음으로 퓨처스리그 올스타전과 1군 올스타전이 연일제로 치러지는 첫 올스타전 시합이다. 이번 올스타전부터 제9구단으로 창단된 NC 다이노스가 합류하였다. 9회까지 승리팀이 나오지 않을 경우 연장 10회부터 승부가 날 때까지 승부치기를 시행하게 된다. 결과는 이스턴 리그가 전준우 선수의 결승 투런 홈런으로 4:2로 승리를 거두었다.

## 변경사항
- 올스타전 엔트리가 23인 엔트리로 늘어났다(투수 자리에 1명 추가)
- 신생 제9구단 NC다이노스는 웨스턴리그에 편입되었다. (이스턴 리그 올스타(SK 와이번스, 삼성 라이온즈, 두산 베어스, 롯데 자이언츠)과 웨스턴 리그 올스타(넥센 히어로즈, KIA 타이거즈, 한화 이글스, LG 트윈스, NC 다이노스)
- 올스타전 포지션 투표에서 투수 부분을 선발투수와 구원투수로 분리해 투표한다.

## 출장 선수
올스타전에 출전하는 선수는 다음과 같으며, 이 가운데 굵은 글씨로 표시된 선수는 팬 투표에 의해 선정된 선수이며, 나머지 선수는 모두 감독 추천에 의해 선발된 선수들이다.
- 올해 올스타전 웨스턴리그 BEST11은 모두 LG 트윈스의 선수이며 이는 2012년 롯데 자이언츠가 이스턴리그 올스타 팬투표를 석권한데 이어 두 번째 사례이다. 포수 현재윤은 부상으로 인해 NC 다이노스의 포수 김태군으로 교체된다.[1]

| 이스턴 리그 | 이스턴 리그   | 이스턴 리그   | 이스턴 리그   | 이스턴 리그               | 웨스턴 리그 | 웨스턴 리그  | 웨스턴 리그  | 웨스턴 리그  | 웨스턴 리그              |
| ----------- | ------------- | ------------- | ------------- | ------------------------- | ----------- | ------------ | ------------ | ------------ | ------------------------ |
| 감독        | 류중일 (삼성) | 류중일 (삼성) | 류중일 (삼성) | 류중일 (삼성)             | 감독        | 선동열 (KIA) | 선동열 (KIA) | 선동열 (KIA) | 선동열 (KIA)             |
| 코치        | 이만수(SK)    | 김진욱(두산)  | 김시진(롯데)  |                           | 코치        | 김기태(LG)   | 김경문(NC)   | 김응용(한화) | 염경엽(넥센)             |
| 투수        | 송승준(롯데)  | 송승준(롯데)  | 오승환(삼성)  | 오승환(삼성)              | 투수        | 리즈(LG)     | 리즈(LG)     | 봉중근(LG)   | 봉중근(LG)               |
| 투수        | 김성배(롯데)  | 안지만(삼성)  | 홍상삼(두산)  | 오현택(두산)              | 투수        | 송창식(한화) | 김혁민(한화) | 강윤구(넥센) | 손승락(넥센)             |
| 투수        | 박희수(SK)    | 세든(SK)      |               |                           | 투수        | 찰리(NC)     | 이재학(NC)   |              |                          |
| 포수        | 강민호(롯데)  | 강민호(롯데)  | 진갑용(삼성)  | 양의지(두산)              | 포수        | 차일목(KIA)  | 차일목(KIA)  | 허도환(넥센) | 김태군(NC)               |
| 1루수       | 이승엽(삼성)  | 이승엽(삼성)  | 이승엽(삼성)  | 오재원(두산) 박진만(SK)   | 1루수       | 김용의(LG)   | 김용의(LG)   | 김용의(LG)   | 박병호(넥센) 김선빈(KIA) |
| 2루수       | 정근우(SK)    | 정근우(SK)    | 정근우(SK)    | 오재원(두산) 박진만(SK)   | 2루수       | 손주인(LG)   | 손주인(LG)   | 손주인(LG)   | 박병호(넥센) 김선빈(KIA) |
| 3루수       | 최정(SK)      | 최정(SK)      | 최정(SK)      | 오재원(두산) 박진만(SK)   | 3루수       | 정성훈(LG)   | 정성훈(LG)   | 정성훈(LG)   | 박병호(넥센) 김선빈(KIA) |
| 유격수      | 신본기(롯데)  | 신본기(롯데)  | 신본기(롯데)  | 오재원(두산) 박진만(SK)   | 유격수      | 오지환(LG)   | 오지환(LG)   | 오지환(LG)   | 박병호(넥센) 김선빈(KIA) |
| 외야수      | 김현수(두산)  | 김현수(두산)  | 김현수(두산)  | 배영섭(삼성) 이종욱(두산) | 외야수      | 정의윤(LG)   | 정의윤(LG)   | 정의윤(LG)   | 나지완(KIA) 나성범(NC)   |
| 외야수      | 전준우(롯데)  | 전준우(롯데)  | 전준우(롯데)  | 배영섭(삼성) 이종욱(두산) | 외야수      | 박용택(LG)   | 박용택(LG)   | 박용택(LG)   | 나지완(KIA) 나성범(NC)   |
| 외야수      | 손아섭(롯데)  | 손아섭(롯데)  | 손아섭(롯데)  | 배영섭(삼성) 이종욱(두산) | 외야수      | 이병규(LG)   | 이병규(LG)   | 이병규(LG)   | 나지완(KIA) 나성범(NC)   |
| 지명        | 김대우(롯데)  | 김대우(롯데)  | 김대우(롯데)  | 김대우(롯데)              | 지명        | 이진영(LG)   | 이진영(LG)   | 이진영(LG)   | 이진영(LG)               |

## 올스타전 유니폼
올해 올스타전 유니폼은 윌슨에서 제작했으며 이스턴리그 유니폼은 파란색, 흰색, 녹색을 웨스턴리그는 파란색, 흰색, 하늘색으로 구성된 유니폼을 착용한다.

## 홈런레이스
2013 프로야구 올스타전 홈런레이스는 7월 18일 퓨처스 올스타전이 종료된후 거행될 예정이다. 이번 홈런 레이스는 8강 토너먼트 방식으로 진행되며 8강에서 두명씩 맞대결을 펼쳐 4강전을 거쳐 최종 2명이 결승에서 맞붙게 된다. 8강전과 4강전은 7아웃, 결승전은 10아웃으로 치르게 된다. 대진은 현장에서 사전 추첨으로 정해지며 동점 시 서든데스 방식을 적용한다.
이번 홈런 레이스는 참가선수들이 대한적십자사가 선정한 8명의 어린이의 개별 후원자가 되어 홈런레이스의 성적에 따라 후원하는 어린이에게 기부금(우승 500만원, 준우승 300만원, 3위에서 8위까지 각 100만원씩 총 1400만원을 대한적십자사 결연아동에게 기부)을 전달하는 방식으로 운영하게 된다.
우승 선수에게는 상금 300만원과 트로피, 최신 울트라북을 부상으로 증정하고 준우승 선수에게는 상금 100만원과 트로피를 수여한다. 아울러 최대 비거리상을 기록한 선수(동점시, 홈런순위가 높은 선수)에게는 태블릿PC를 증정한다.
- 출전선수
  - 이스턴: 이승엽(삼성), 김대우(롯데)[2], 김현수(두산), 강민호(롯데)
  - 웨스턴: 나지완(KIA), 나성범(NC), 박병호(넥센), 정성훈(LG)

[ ]안은 서든데스 결과
|  | 8강전  | 8강전       |             |   | 준결승전 | 준결승전 |  |  | 결승전 | 결승전 |
|  |        |             |             |   |          |          |  |  |        |        |
|  |        |             |             |   |          |          |  |  |        |        |
|  |        |             |             |   |          |          |  |  |        |        |
|  | 정성훈 | 3           |             |   |          |          |  |  |        |        |
|  | 정성훈 | 3           |             |   |          |          |  |  |        |        |
|  | 박병호 | 6           |             |   |          |          |  |  |        |        |
|  | 박병호 | 6           | 박병호 [XX] | 0 |          |          |  |  |        |        |
|  |        |             | 박병호 [XX] | 0 |          |          |  |  |        |        |
|  |        | 나지완 [XO] | 0           |   |          |          |  |  |        |        |
|  | 나성범 | 나지완 [XO] | 0           | 1 |          |          |  |  |        |        |
|  | 나성범 |             |             | 1 |          |          |  |  |        |        |
|  | 나지완 | 3           |             |   |          |          |  |  |        |        |
|  | 나지완 | 3           | 나지완      | 2 |          |          |  |  |        |        |
|  |        |             | 나지완      | 2 |          |          |  |  |        |        |
|  |        | 이승엽      | 6           |   |          |          |  |  |        |        |
|  | 김현수 | 이승엽      | 6           | 2 |          |          |  |  |        |        |
|  | 김현수 |             |             | 2 |          |          |  |  |        |        |
|  | 김대우 | 1           |             |   |          |          |  |  |        |        |
|  | 김대우 | 1           | 김현수      | 1 |          |          |  |  |        |        |
|  |        |             | 김현수      | 1 |          |          |  |  |        |        |
|  |        | 이승엽      | 4           |   |          |          |  |  |        |        |
|  | 강민호 | 이승엽      | 4           | 1 |          |          |  |  |        |        |
|  | 강민호 |             |             | 1 |          |          |  |  |        |        |
|  | 이승엽 | 8           |             |   |          |          |  |  |        |        |
|  | 이승엽 | 8           |             |   |          |          |  |  |        |        |

- 우승: 이승엽
- 준우승: 나지완
- 최대 비거리상: 이승엽(135m)

## 얼려먹는 7even 번트왕
번트왕 선발대회는 1인당 4번 번트 기회를 부여하며 1루측에 2번 3루측에 2번 번트를 대서 타구가 굴러갈 때 표적(1,2,3,4,5점)에 타구가 멈출 때 타구가 멈춘 곳에 점수를 인정되며 파울이 되거나 표적을 벗어난 경우 0점처리를 하게 된다 합산점수가 가장 높은 선수가 우승을 차지한다. 지난해 배팅볼 투수가 던지는 공에 번트를 대는 것과는 달리 올해는 피칭머신이 던지는 공에 번트를 대게 된다.
- 출전선수
  - 이스턴: 전준우(롯데), 신본기(롯데), 오재원(두산), 손아섭(롯데), 박진만(SK), 정근우(SK), 배영섭(삼성)
  - 웨스턴: 김선빈(KIA), 나성범(NC), 허도환(넥센), 김용의(LG)

| 선수 | 전준우 | 김선빈 | 오지환 | 허도환 | 정근우 | 오재원 | 박진만 | 김용의 | 신본기 | 배영섭 | 손아섭 |
| ---- | ------ | ------ | ------ | ------ | ------ | ------ | ------ | ------ | ------ | ------ | ------ |
| 1차  | 0      | 0      | 0      | 0      | 0      | 0      | 0      | 0      | 0      | 0      | 0      |
| 2차  | 0      | 0      | 0      | 0      | 0      | 0      | 0      | 0      | 2      | 0      | 0      |
| 3차  | 0      | 0      | 0      | 0      | 0      | 0      | 0      | 0      | 0      | 0      | 0      |
| 4차  | 1      | 0      | 0      | 0      | 0      | 1      | 1      | 0      | 0      | 0      | 0      |
| 총점 | 1      | 0      | 0      | 0      | 0      | 1      | 1      | 0      | 2      | 0      | 0      |

- 서든데스: 공동 2위자가 3명이 발생함에 따라 준우승자를 결정하기 위해 서든데스를 진행한다. (1루측 1번, 3루측 1번을 대서 총 점으로 준우승자를 가린다)

| 선수 | 전준우 | 오재원 | 박진만 |
| ---- | ------ | ------ | ------ |
| 1차  | 0      | 0      | 0      |
| 2차  | 0      | 2      | 0      |
| 총점 | 0      | 2      | 0      |

## 7even 퍼펙트 피처
이번 올스타전에 새롭게 선보이는 퍼펙트 피처는 제한시간 30초안에 투수들이 10개의 공을 던져 세워져있는 7개의 배트를 맞혀 많은 배트를 쓰러트린 선수가 우승을 차지하게 된다.
- 출전선수
  - 이스턴: 송승준(롯데), 김성배(롯데), 오현택(두산), 세든(SK),, 박희수(SK) 오승환(삼성)
  - 웨스턴: 이재학(NC), 강윤구(넥센), 리즈(LG), 봉중근(LG), 송창식(한화)

| 선수     | 오승환 | 강윤구 | 김성배 | 송창식 | 세든 | 봉중근 | 오현택 | 이재학 | 리즈 | 송승준 | 박희수 |
| -------- | ------ | ------ | ------ | ------ | ---- | ------ | ------ | ------ | ---- | ------ | ------ |
| 성공개수 | 3      | 1      | 1      | 2      | 1    | 1      | 3      | 3      | 0    | 2      | 2      |

- 결승서든데스: 공동 1위자가 3명이 발생함에 따라 우승자를 결정하기 위해 서든데스를 진행한다. (제한시간 25초안에 투수들이 10개의 공을 던져 세워져있는 7개의 배트를 맞혀 많은 배트를 쓰러트린 선수가 우승을 차지하게 된다.)

| 선수     | 오승환 | 오현택 | 이재학 |
| -------- | ------ | ------ | ------ |
| 성공개수 | 2      | 1      | 0      |

## 시합 결과
| 팀 | 1 | 2 | 3 | 4 | 5 | 6 | 7 | 8 | 9 | R | H | E |
| 이스턴 리그 | 0 | 0 | 1 | 0 | 0 | 0 | 2 | 1 | 0 | 4 | 9 | 0 |
| 웨스턴 리그 | 0 | 2 | 0 | 0 | 0 | 0 | 0 | 0 | 0 | 2 | 5 | 2 |
| 승리 투수: 오현택 패전 투수: 송창식 세이브: 오승환 홀드: 박희수, 안지만 홈런: 이스턴 – 전준우 (송창식상대로 7회 2점) 웨스턴 – 김용의 (송승준상대로 2회 2점) |   |   |   |   |   |   |   |   |   |   |   |   |

- 애국가 : 다소리세오녀 합창단 (포항시 다문화 여성 합창단)
- 시구자 : 김경현, 안미순 씨 자녀 9남매 (포항시 거주 가족)

이스턴리그는 선발투수부분 팬투표 1위 송승준선수를, 웨스턴리그에서는 선발투수부분 팬투표 1위 레다메스 리즈가 각각 선발 등판하였다.
선취점은 웨스턴 리그가 먼저 얻었다. 2회말, 1사 후 정성훈이 좌전안타를 치고 출루한 후, 후속타자 김용의가 볼카운트 1B에서 송승준으로부터 141km짜리 높은 직구를 걷어올려 우측 담장을 넘기는 비거리 115m짜리 투런포를 작렬 시키며 기선을 제압했다.
이스턴 리그는 3회초에 반격에 나섰다. 선두타자 전준우가 중전안타를 치고 나간 무사 1루 상황에서 김대우의 타구가 병살타성 타구였으나 세잎되며 상대 2루수 야수선택으로 출루했다. 그 후 1사 1루 상황에서 신본기가 이재학의 낮은 공을 받아치며 좌익선상 깊숙한 지역으로 2루타를 날려 1루주자 김대우를 홈으로 불러들였다.
2:1로 뒤지던 이스턴 리그는 7회초 2사 주자 없는 상황에서 양의지가 좌익선상 2루타를 날렸고. 뒤이어 전준우가 송창식에게 볼카운트 1B에서 2구째 138km짜리 한가운데로 날아오는 직구를 걷어올려 좌측 담장을 넘기는 비거리 120m짜리 역전 투런포를 작렬 시키며 경기를 뒤집었고 8회초 선두타자 박진만이 중전안타를 친 뒤 상대 중견수 실책으로 2루까지 진루했고. 오재원의 우익수 플라이1사 3루 상황에서 이종욱이 우전 적시타를 날려 박진만을 홈으로 불러들여 승부의 쐐기를 박았다.
웨스턴 리그 투수진은 선발투수 레다메스 리즈는 1이닝동안 공 8개를 던져 무실점을 기록했다. 이어 찰리 쉬렉이 1이닝 무실점, 이재학이 1⅔이닝 1실점, 강윤구가 1⅓이닝 무실점, 김혁민이 1이닝 무실점, 송창식이 1이닝 2실점을 기록하며 패전을 기록했다. 이어 손승락이 1이닝 무실점, 봉중근이 1이닝 무실점을 기록했다.
이스턴 리그 투수진은 선발 송승준이 2이닝 2피안타 2탈삼진 2실점을 기록했다. 이어 크리스 세든이 1이닝 무실점, 김성배가 1이닝 무실점, 홍상삼이 1이닝 무실점, 오현택이 1⅔이닝 무실점으로 승리 투수가 되었으며, 박희수가 ⅔이닝 무실점, 안지만이 ⅔이닝 무실점으로 홀드를 챙겼다. 그리고 오승환이 1이닝 무실점을 기록하며 올스타전 통산 최다세이브인 3세이브째를 올리며 경기를 매조지었다.

### 시상
- 올스타 인기상(올스타 투표 최다 득표자에게 수상): 봉중근
- 얼려먹는 7even 번트왕: 우승 - 신본기 (2점), 준우승 - 오재원 (1점)
- 7even 퍼펙트피처: 우승 - 오승환 (2개 성공), 준우승 - 오현택 (1개 성공)
- 우수타자상: 김용의 (3타수 1안타 1홈런 2타점)
- 우수투수상: 오현택 (1.2이닝 퍼펙트 1K)
- 승리팀상: 이스턴 리그 (이승엽 대표 수상)
- 승리감독상: 류중일 감독
- 미스터올스타상(MVP): 전준우 (4타수 3안타 1홈런 2타점 1도루) - 부상: 기아자동차 K5

## TV 중계
| 일정     | 방송사                   | 캐스터 | 해설위원      | 시청률 | 시청률 |
| 일정     | 방송사                   | 캐스터 | 해설위원      | TNmS   | AGB    |
| -------- | ------------------------ | ------ | ------------- | ------ | ------ |
| 7월 19일 | KBS N 스포츠(주관방송사) | 권성욱 | 하일성        |        |        |
| 7월 19일 | MBC SPORTS+              | 한명재 | 양상문        |        |        |
| 7월 19일 | SBS ESPN                 | 이동근 | 김정준 김재현 |        |        |
| 7월 19일 | XTM                      | 임용수 | 이효봉        |        |        |

## 2013년 퓨처스 올스타전
2013년 한국프로야구 퓨처스 올스타전 7월 18일 포항야구장에서 열리는 퓨처스리그 올스타전 시합으로 7번째로 거행되는 퓨처스리그 올스타전 시합이다.

### 출전선수
- 북부리그
  - 감독: 유승안(경찰)
  - 코치: 송일수(두산), 김용희(SK), 노찬엽(LG), 이정훈(한화)
  - 투수: 윤지웅(경찰), 유창준(두산), 임치영(SK), 김용주(한화), 이성진(LG), 송윤준(LG)
  - 포수: 박세혁(두산), 엄태용(한화)
  - 내야수: 유민상(경찰), 강병의(경찰), 박승욱(SK), 임경훈(한화), 최영진(LG)
  - 외야수: 한상일(경찰), 이우성(두산), 정진기(SK), 이천웅(LG), 노수광(한화), 김인태(두산), 박계현(SK)

- 남부리그
  - 감독: 한문연(NC)
  - 코치: 박치왕(상무), 한대화(KIA), 김성갑(넥센), 장태수(삼성), 권두조(롯데)
  - 투수: 장현식(NC), 정수봉(상무), 김윤동(KIA), 조상우(넥센), 박종윤(넥센), 이현동(삼성), 이정담(롯데)
  - 포수: 김민식(상무), 이홍구(KIA), 김준태(롯데)
  - 내야수: 박민우(NC), 강진성(경찰), 구자욱(삼성), 황정립(KIA), 장시윤(넥센), 성의준(삼성), 임종혁(롯데)
  - 외야수: 박상혁(NC), 정진호(상무), 서용주(KIA), 정두산(삼성), 박해민(삼성), 조홍석(롯데)
  - 지명타자: 김정록(넥센)

- 교체된 선수
  - 1군으로 등록 교체
    - 정현 (삼성, 내야수) → 성의준(삼성, 내야수)
    - 김헌곤 (삼성, 외야수) → 정두산(삼성, 외야수)
    - 김상호 (롯데, 내야수) → 임종혁(롯데, 내야수)
    - 김동한 (두산, 내야수) → 김인태(두산, 외야수)
    - 문승원 (SK, 투수) → 임치영(SK, 투수)
    - 김도현 (SK,지명타자) → 박계현(SK, 외야수)

  - 부상으로 교체
    - 송현준 (삼성, 외야수) → 박해민(삼성, 외야수)
    - 박정음 (상무, 외야수) → 정진호(상무, 외야수)

### 시합 결과
| 팀                                                                  | 1 | 2 | 3 | 4 | 5 | 6 | 7 | 8 | 9 | R | H | E |
| 남부 리그                                                           | 1 | 2 | 0 | 0 | 0 | 0 | 1 | 0 | 0 | 4 | 9 | 0 |
| 북부 리그                                                           | 0 | 0 | 0 | 0 | 2 | 0 | 0 | 0 | 1 | 3 | 4 | 0 |
| 승리 투수: 김윤동(KIA) 패전 투수: 윤지웅(경찰) 세이브: 조상우(넥센) |   |   |   |   |   |   |   |   |   |   |   |   |

- 퓨처스리그 올스타전 MVP: 정진호(상무) - 5타수 3안타 2타점 1도루
- 감투상: 송윤준(LG) - 2.2이닝 무실점
- 우수타자상: 황정립(KIA) - 3타수 2안타 1타점
- 우수투수상: 김윤동(KIA) - 2이닝 무실점

양팀의 선발투수는 북부리그에서는 윤지웅을 남부리그에서는 김윤동을 선발로 내세웠다
선취점을 뽑은쪽은 남부리그였다. 1회 남부리그는 정진호가 북부리그의 선발투수 윤지웅(경찰청)을 상대로 우익수 오른쪽 깊은 3루타를 터뜨려 포문을 열었다. 이어 황정립(KIA)이 깔끔한 우전 적시타를 날려 정진호를 홈으로 불러들여 한 점을 먼저 뽑았다.
2회 남부가 추가점을 뽑았다. 박상혁(NC)의 안타로 물꼬를 텄다. 조홍석(롯데)의 볼넷에 이어 이홍구를 상대하던 중 윤지웅의 폭투까지 나오면서 주자는 1사 2,3루가 됐다. 남부는 성의준이 헛스윙 삼진으로 물러났지만 박민우(NC)의 2루 땅볼을 쳐 3루 주자 박상혁이 홈에 들어오면서 1점을 추가했다. 이어 정진호가 윤지웅의 높은 공을 공략, 깔끔한 1타점 우전 2루타를 뽑아내 3-0으로 점수차를 벌렸다. 초반부터 난타를 당한 윤지웅은 결국 1⅔이닝 3실점을 기록하고 마운드서 내려왔다.
뒤지던 북부리그는 5회말부터 힘을 냈다. 강병의(경찰청)의 볼넷에 이은 한상일(경찰청)의 적시 3루타로 추격의 발판을 마련한 북부리그는 1사 3루에서 박승욱(SK)의 내야땅볼 때 추가점을 올려, 2-3으로 점수차를 좁혔다.
하지만 남부리그는 7회 2사 1,3루에서 강진성(NC)이 유창준(두산)을 상대로 좌전 적시타를 터뜨리면서 굳히기에 나섰다.
9회 북부리그는 마지막 저력을 선보였다. 선두타자 박계현이 볼넷을 얻은 이후 조상우(넥센)의 패스트볼로 2루까지 진루했다. 이어 3루도루까지 성공시켰다. 이어 김인태(두산)가 좌측 펜스 상단을 직접 맞추는 3루타로 3루주자 박계현을 불러들여 1점차로 바짝 따라붙었지만 후속타자 삼진으로 솎아낸 이후 엄태용에게 볼넷을 내준후 2사 1-3루에서 엄태용이 도루를 시도한 사이 3루주자 김인태가 홈스틸을 노리다 협살에 걸려 아웃이 되면서 경기는 남부리그의 승리로 돌아가게 되었다

### TV 중계
| 일정     | 방송사                   | 캐스터 | 해설위원 | 시청률 | 시청률 |
| 일정     | 방송사                   | 캐스터 | 해설위원 | TNmS   | AGB    |
| -------- | ------------------------ | ------ | -------- | ------ | ------ |
| 7월 18일 | KBS N 스포츠(주관방송사) | 표영준 | 이용철   |        |        |
| 7월 18일 | MBC SPORTS+              | 정용검 | 한만정   |        |        |
| 7월 18일 | SBS ESPN                 | 이동근 | 김정준   |        |        |
| 7월 18일 | XTM                      | 신일   | 마해영   |        |        |